# يان غيليسبي (لاعب كريكت)
يان غيليسبي (3 نوفمبر 1976 في المملكة المتحدة - ) (بالإنجليزية: Ian Gillespie)‏ هو لاعب كريكت بريطاني. لعب مع نادي مقاطعة شروبشاير للكريكت ‏.

## وصلات خارجية
- يان غيليسبي على موقع إي آس بي آن كريك إنفو (الإنجليزية)